# 실종: 택시 납치 사건
"실종: 택시 납치 사건"은 2016년에 개봉한 대한민국 & 중국의 합작 영화이다.

## 캐스팅
- 한채영
- 리밍
- 경악
- 동빙옥
- 축연평
- 우나